# Carlos Sánchez (Fußballspieler, 1980)
Carlos Alberto Sánchez Romero (* 13. Februar 1980 in Mexiko-Stadt) ist ein ehemaliger mexikanischer Fußballspieler auf der Position eines Verteidigers.

## Laufbahn
Sánchez stand während seiner gesamten Profikarriere beim Club América unter Vertrag, konnte sich aber nie zum Stammspieler entwickeln. Im Torneo Verano 2002 gehörte er zum Kader der Mannschaft, die die mexikanische Fußballmeisterschaft gewann.
Ab Sommer 2003 war er fast nur noch auf Leihbasis für die Tigrillos UANL Coapa, den Club San Luis sowie Américas Farmteam Socio Águila im Einsatz.
Im Sommer 2008, als Sánchez gerade wieder mit der ersten Mannschaft von América trainierte, erlitt er während einer Trainingseinheit am 12. August 2008 einen Schlaganfall. Die aus diesem Unglück entstandenen schwerwiegenden Gesundheitsschäden führten zum vorzeitigen Ende seiner aktiven Laufbahn im Alter von 28 Jahren.

## Erfolge
- Mexikanischer Meister: Verano 2002